# Viltvlekzandbij
De viltvlekzandbij (Andrena nitida) is een bij uit het geslacht van de zandbijen (Andrena).
De viltvlekzandbij heeft een borststuk dat roodbruin behaard is aan de bovenkant en grijswit aan de onderkant. Het achterlijf is zwart en vrijwel niet behaard. De bij wordt 11 tot 15 millimeter lang.
De viltvlekzandbij gebruikt een ruime sortering planten als drachtplant, is dus polylectisch. De soort nestelt in de grond en wordt in grote verscheidenheid van biotopen waargenomen. Diverse soorten Nomada zijn bekend als broedparasiet.
De soort vliegt van maart tot halverwege juli. De hoofdvliegtijd van de vrouwelijke exemplaren is begin mei, die van de mannelijke eind april. 
De soort komt voor in een groot deel van Europa. In de Alpen vliegt de soort tot 2000 meter boven zeeniveau. In Nederland is hij algemeen.